# توني ارين
توني ارين (بالإنجليزية: Tony Warren)‏ هو مؤلف وكاتب سيناريو وكاتب بريطاني، ولد في 8 يوليو 1936 في Pendlebury ‏ في المملكة المتحدة، وتوفي في 1 مارس 2016 في مانشستر في المملكة المتحدة.

## وصلات خارجية
- توني ارين على موقع IMDb (الإنجليزية)
- توني ارين على موقع أول موفي (الإنجليزية)
- توني ارين على موقع قاعدة بيانات الفيلم (الإنجليزية)